# スティーブ・バックリー
スティーブ・バックリー (Stephen James ("Steve") Backley、1969年2月12日 - ）は、イギリスの陸上競技選手である。1990年代から2000年代にかけ非常に息の長い活躍をしたやり投選手である。1992年バルセロナオリンピックから3大会連続でメダルを獲得した。

## 経歴
1987年にバーミンガムで開催されたヨーロッパジュニア陸上で75m14の記録で優勝し、国際舞台での初のタイトルを獲得する。また、翌年の1988年の世界ジュニア陸上選手権では75m40の記録を出し、銀メダルを獲得している。
1989年には、ユニバーシアードとグランプリファイナルを優勝するまで成長した。バルセロナで開催されたワールドカップ陸上では85m90の記録を出し、イギリス新記録を樹立した。
1990年に開催されたコモンウェルスゲームズではさらに記録を伸ばし、86m02を記録し、余裕で金メダルを獲得した。また、この年にパトリック・ボーデンが持っていた89m10の世界記録を破り、自身初となる89m58の世界記録を樹立している。この世界記録は約2週間後に「ネメトのやり」を使用したチェコスロバキアのヤン・ゼレズニーが89m66を出し、破られる。しかし翌週、ゼレズニーからやりを借りて出場した試合で90m98を出し、再度世界記録保持者となった。8月に開催されたヨーロッパ陸上選手権では、ゼレズニーが決勝に進めなかったため、2位に4mの差をつけ、金メダルを獲得した。
1991年のシーズンの最初に、フィンランドのセポ・ラテュによって自身の世界記録を破られる。彼もまた「ネメトのやり」を使用し世界記録を樹立したものであった。しかし、東京で開催される世界陸上の直前に、この新型のやりの使用は違反であると判断され、使用を禁止された。そのため、このやりを使用して作られた記録は抹消され、世界記録は前年にバックリーが出した89m58に戻されることとなった。このやりの規格の変更によってか、ゼレズニーとともに世界陸上では予選落ちという結果に終わっている。
1992年1月に、91m46の世界新記録を樹立した。その年に開催されたバルセロナオリンピックでは、右太腿のけがに悩まされ、銅メダルを獲得するに留まっている。
1993年はずっとけがに悩まされ、2位に終わったロンドンで開催されたグランプリシリーズと、4位に終わった世界陸上の2試合しか出場していない。この年、世界記録もゼレズニーによって破られている。
1994年にけがから復帰すると、同年のヨーロッパ陸上選手権でラテュ、ゼレズニーをおさえ、2大会連続の金メダルを獲得した。また、コモンウェルスゲームズでも1990年に続き、男子やり投選手として初の2大会連続の金メダルを獲得した。また、ワールドカップ陸上でも優勝している。
1995年の世界陸上では86m30を投げ、ゼレズニーについで銀メダルを獲得した。
1996年のシーズンは、けがにより十分に活躍できないシーズンであったが、アトランタオリンピックではゼレズニーと競り合い、87m44で銀メダルを獲得した。
1997年のシーズンの初めに、1992年以来の89mスローを見せ、好スタートを切った。しかし、世界陸上では、86m80を投げ銀メダルを獲得するにとどまっている。金メダルは、番狂わせが起こり、88m40を投げた南アフリカのマリウス・コルベットが獲得した。
1998年のヨーロッパ陸上選手権では、予選から87m45の大会新記録を樹立するほど好調で、2日後の決勝でもさらに記録を更新し、89m72で大会3連覇を飾った。しかし、同じく3連覇を狙ったコモンウェルスゲームズでは、コルベットに敗れ銀メダルに終わっている。
1999年の2月に30歳をむかえたが、7月のAAA選手権を連覇し年を感じさせない活躍をしていた。しかし、8月の世界陸上では9位という結果に終わる。ライバルのゼレズニーも3位という結果に終わり、1990年代に君臨した両雄の時代は幕を閉じるかに思われた。
しかし、2000年のシドニーオリンピックでは、ゼレズニーとともにすばらしい活躍を見せた。バックリーは2投目にシーズンベストの89m85を投げると、ゼレズニーも3投目にオリンピック新記録の90m17の投てきを見せる。結局、この投てきによりゼレズニーはオリンピック3連覇を果たす。そして、バックリーは銀メダルを獲得し、イギリスの陸上選手として初めて3大会連続の表彰台に立つこととなった。
2001年のシーズンは、7月に90m81を投げている。これほどの記録を出すのは1992年に91m46の当時の世界記録を樹立して以来のことであった。しかし、世界陸上では予選で81m50しか投げられず予選落ちとなる。グランプリファイナルでも4位という結果に終わった。
2002年、33歳になったバックリーは衰えを感じさせないシーズンであった。7月のコモンウェルスゲームズでは、86m81を投げ、2位に8m近い大差をつけ、4大会連続の表彰台そして2大会ぶり3回目の金メダルを獲得した。8月のヨーロッパ陸上選手権では、シーズン好調だったロシアのセルゲイ・マカロフが1投目に88m05を出したのに対し、バックリーは5投目で88m54を出し逆転で金メダルを獲得した。ヨーロッパ陸上選手権で4大会連続の金メダルであり、これはソ連のヤーニス・ルーシスと、この大会で4連覇を達成したコリン・ジャクソンと並ぶ偉業である。
2003年は、シーズンがはじまるとひざのけがが問題であったが、いい結果を出していた。そのため、世界陸上でも期待されたが、予選を7位で通過したものの決勝では80m13という記録で、3投までに8位以内に入ることができずに終わっている。
2004年は、最後のシーズンとなった。4大会連続の出場となったアテネオリンピックでは、シーズンベストの84m13を出すも4位に終わる。4大会連続のメダルにはわずかに手が届かなかった。

## 実績
| 年   | 大会                   | 場所                             | 種目   | 結果 | 記録  |
| ---- | ---------------------- | -------------------------------- | ------ | ---- | ----- |
| 1990 | コモンウェルスゲームズ | オークランド（ニュージーランド） | やり投 | 金   | 86m02 |
| 1990 | ヨーロッパ陸上選手権   | スプリト（ユーゴスラビア）       | やり投 | 金   | 87m30 |
| 1992 | オリンピック           | バルセロナ（スペイン）           | やり投 | 銅   | 83m38 |
| 1994 | ヨーロッパ陸上選手権   | ヘルシンキ（フィンランド）       | やり投 | 銀   | 85m20 |
| 1994 | コモンウェルスゲームズ | ビクトリア（カナダ）             | やり投 | 金   | 82m74 |
| 1995 | 世界陸上選手権         | イェーテボリ（スウェーデン）     | やり投 | 銀   | 86m30 |
| 1996 | オリンピック           | アトランタ（アメリカ合衆国）     | やり投 | 銀   | 87m44 |
| 1997 | 世界陸上選手権         | アテネ（ギリシャ）               | やり投 | 銀   | 86m80 |
| 1998 | ヨーロッパ陸上選手権   | ブダペスト（ハンガリー）         | やり投 | 金   | 89m72 |
| 1998 | コモンウェルスゲームズ | クアラルンプール（マレーシア）   | やり投 | 銀   | 87m38 |
| 2000 | オリンピック           | シドニー（オーストラリア）       | やり投 | 銀   | 89m85 |
| 2002 | コモンウェルスゲームズ | マンチェスター（イギリス）       | やり投 | 金   | 86m81 |
| 2002 | ヨーロッパ陸上選手権   | ミュンヘン（ドイツ）             | やり投 | 金   | 88m54 |